# Mario Cavalla
Mario Egidio Giuseppe Cavalla, född 22 mars 1902 i Turin, död 1 januari 1962 i Bordighera i Ligurien, var en italiensk backhoppare. Han deltog i olympiska vinterspelen 1924 i Chamonix, där han slutade på 19:e plats i backhoppningen.
Cavalla tävlade även i de italienska mästerskapen i backhoppning 1922. Han blev silvermedaljör efter Vittorio Collino.